# Mark Angel
Mark Angel (27 de mayo de 1991, Port Harcourt) es un comediante nigeriano, guionista y productor de videos, conocido por la serie de cortometrajes Mark Angel Comedy en Youtube, a menudo con comediantes infantiles como su sobrina, Emmanuella Samuel y su hermana "Aunty" Success Madubuike. El canal de YouTube de Mark Angel fue el primer canal de comedia africana en llegar a un millón de suscriptores.

## Biografía

#### Infancia y antes de la fama (1991 - 2013)
Mark Angel nació en 1991 en Port Harcourt, estado de Rivers, Nigeria. Asistió a la Universidad Obafemi Awolowo para estudiar medicina, pero se fue por razones familiares. Después de la universidad, pasó un tiempo en Nigeria ganando experiencia en cinematografía y teatro, pero no pudo encontrar trabajo remunerado estable en Nollywood. Comenzó el cine independiente en 2013 bajo el nombre de Mechanic Pictures.

#### Mark Angel Comedy (2013 - act)
Angel es conocido por Mark Angel Comedy, una serie de cortos de comedia de YouTube que presenta a varias personas de la familia y el vecindario de Angel en Port Harcourt. Muchos de los cortos involucran niños inteligentes, principalmente Emmanuella Samuel y Success. El primer corto bien conocido de Angel es "Oga Landlord", en el que un hombre que está atrasado en el alquiler (Angel) está tratando de esconderse de su propietario (Daddy Humble), y trata en vano de que una niña (Emmanuella) lo cubra (por ejemplo, "Mi tío no está aquí. Me lo acaba de decir").
Samuel es la actriz de más larga aparición de Angel. Ha ganado premios de comedia en Nigeria y Australia por su trabajo con Angel, y es la ganadora más joven de África en YouTube. Ella comenzó a trabajar en el cine en la escuela como parte de un proyecto de video de clase, antes de ser elegida por Angel para su grupo de actores. Los videos de Samuel pueden alcanzar hasta un millón de visitas durante la primera semana después de su publicación.
Mark Angel Comedy recibió una placa de YouTube por haber alcanzado un millón de suscripciones en 2017. Fue el primer canal de YouTube en Nigeria que alcanzó ese umbral.
En 2018 se anunció que Samuel se uniría a una próxima película de Disney.